# Robert Watt
Robert Douglas Watt, miembro de la Real Orden Victoriana, la Academia Internacional de Heráldica, y de la Real Sociedad Heráldica de Canadá, nacido en 1945, es un ex conservador de museo canadiense y oficial de armas que se desempeñó como el primer Heraldo en Jefe de Canadá. En 1988 fue designado titular de la fundación de la Autoridad Heráldica Canadiense. Le sucedió Claire Boudreau, en 2007.

## Vida y carrera
Watt nació en Picton, Ontario, en 1945. Recibió una Licenciatura en Artes en 1967 y una Maestría en Artes en 1968, de la Universidad de Carleton. De 1969 a 1970 fue archivero de los Archivos Públicos de Canadá. De 1971 a 1973 fue el archivero de la ciudad de Vancouver.
En 1973 fue nombrado Curador de Historia en el Museo del Centenario de Vancouver (ahora Museo de Vancouver). Se convirtió en curador en jefe en 1977 y fue director de 1980 a 1988. Fue designado primer Heraldo Jefe de Canadá, en 1988. Ocupó ese cargo hasta 2007.
Fue nombrado Teniente de la Real Orden Victoriana (LVO) en los Honores de Año Nuevo de 2008. Recibió una insignia del Príncipe de Gales en el Palacio de Buckingham el 16 de mayo de 2008. Watt también es Oficial de la Orden Más Venerable del Hospital de St. John. Ha sido galardonado con la Medalla del 125.º aniversario de la Confederación de Canadá, la Medalla del Jubileo de Oro de la Reina Isabel II y la Medalla del Jubileo de Diamante de la Reina Isabel. Fue nombrado miembro honorario senior del Renison University College, en 1990.
Actualmente es el Teniente Coronel honorario de la ambulancia de campo 12 (Vancouver). Watt se desempeñó como juez de ciudadanía en Vancouver desde septiembre de 2009 hasta septiembre de 2015.
En 2019 escribió People Among the People: The Public Art of Susan Point, un libro de no ficción que describe el trabajo recopilado de Susan Point mediante entrevistas e investigación de archivos.
Está casado con Alison Watt (de soltera Logan), ex directora de la Secretaría de la Universidad Simon Fraser.

## Escudo de armas
Escudo de armas de Robert Watt

### Cimera
Una lymphad azur ornamentada y con pendones oro su vela plata cargada con una merleta azur. De un aro de hojas de arce de gules y rosas plata con púas y semillas propiamente dichas, un cordero alado rampante plata nimado de oro sin gules que sostiene un confalón plata con su cruz de gules y gallardetes colgantes de gules, plata y gules, cada uno con flecos, el personal ataviado y testado por un cruz paté oro.

### Escudo
De gules sobre un chevrón plata entre tres libros cerrados encuadernados en vitela propiamente dicha, bordeados, adornados y abrochados oro, dos chevronels sinople, sobre un jefe plata, un puma pasante gules.

### Soportes
Dos panteras enfurecidas sosteniendo un libro banda, de pie sobre un monte rocoso propiamente dicho.

### Lema
FE FIRME Y ESPERANZA BRILLANTE
ROSA Y HOJA DE ARCE ENTRELAZADOS PARA SIEMPRE

### Simbolismo
Los brazos en los cuadrantes primero y cuarto son los del padre del Sr. Watt, George Cuthill Watt. Estas armas canadienses se basan en una subvención escocesa de 1987, a uno de los primos hermanos de su padre, David Brand Watt III. Presentan un roble en un monte verde, un símbolo asociado durante mucho tiempo en la heráldica escocesa con las personas que tienen el apellido Watt. En el jefe, el libro entre las gavillas de trigo representa al bisabuelo del Sr. Watt, David Brand Watt I, un maestro de escuela, que era hijo y nieto de James y John Watt, panaderos en Dunfermline, Fife. La frontera diferencia estas armas de las de David Brand Watt III.
Las armas de los cuadrantes segundo y tercero son las otorgadas al Sr. Watt de los reyes de armas ingleses en 1983. Combinan referencias a la Columbia Británica y a su carrera. Los libros simbolizan actividades académicas y ocupaciones en varios campos de la historia aplicada. El chevrón y los chevroncitos representan las montañas, Hollyburn y Grouse, en cuyas bases ha vivido. También se refieren más ampliamente al paisaje de gran parte de la Columbia Británica, donde ha vivido la mayor parte de su vida. El Sr. Watt siempre ha estado fascinado por el gran felino de la provincia, el puma. Aquí lo muestra en rojo, uno de los colores nacionales de Canadá. También aparece el otro color nacional: el blanco.
En la primera cimera, de su padre, la lymphad y la marteleta son tomadas de las armas de West Vancouver, donde crecieron el Sr. Watt y su padre. En la segunda cimera, la corona floral combina los emblemas florales nacionales de Canadá: la hoja de arce y la rosa de Inglaterra, para simbolizar su matrimonio con Alison Logan, una londinense nativa. Se casaron en la Iglesia del Temple en 1973. Los símbolos de los dos barristers de la corte que cuidan la Iglesia son Pegaso y el Agnus Dei; de ahí el cordero alado.
FIRME FE Y BRILLANTE ESPERANZA es un frase tomada de una carta enviada en 1911 por el bisabuelo del Sr. Watt, David Brand Watt I, a su cuarto hijo, su abuelo, John Turner Watt, cuando John asumía sus funciones como anciano en la Iglesia Presbiteriana en North Vancouver.
ROSA Y HOJA DE ARCE ENLAZADAS PARA SIEMPRE es una celebración del matrimonio del Sr. Watt, una referencia a la cimera izquierda, y una adaptación de la famosa canción patriótica de Alexander Muir The Maple Leaf Forever, en referencia a su amor por la historia canadiense y su ascendencia materna de los leales hugonotes franceses que dejaron Nueva York en el exilio en el HMS Hope, en 1783.
Estos simbolizan la tierra, el mar y el aire, los componentes con los que el Sr. Watt trabajó y se trasladó durante su mandato servicio como Heraldo Jefe de Canadá. La corona es la misma que se encuentra en los brazos del despacho del Heraldo Jefe de Canadá. Las semillas de arce en el compartimiento significan tanto el potencial de crecimiento de la Autoridad Heráldica Canadiense, de la cual fue el primer Heraldo Jefe, como la familia inmediata del Sr. Watt: su esposa: Alison, y sus dos hijos: Michael y Catherine, y él.